# Silverhibiskus
Silverhibiskus (Hibiscus arnottianus) är en art i familjen malvaväxter från öarna i sydvästra Indiska oceanen.

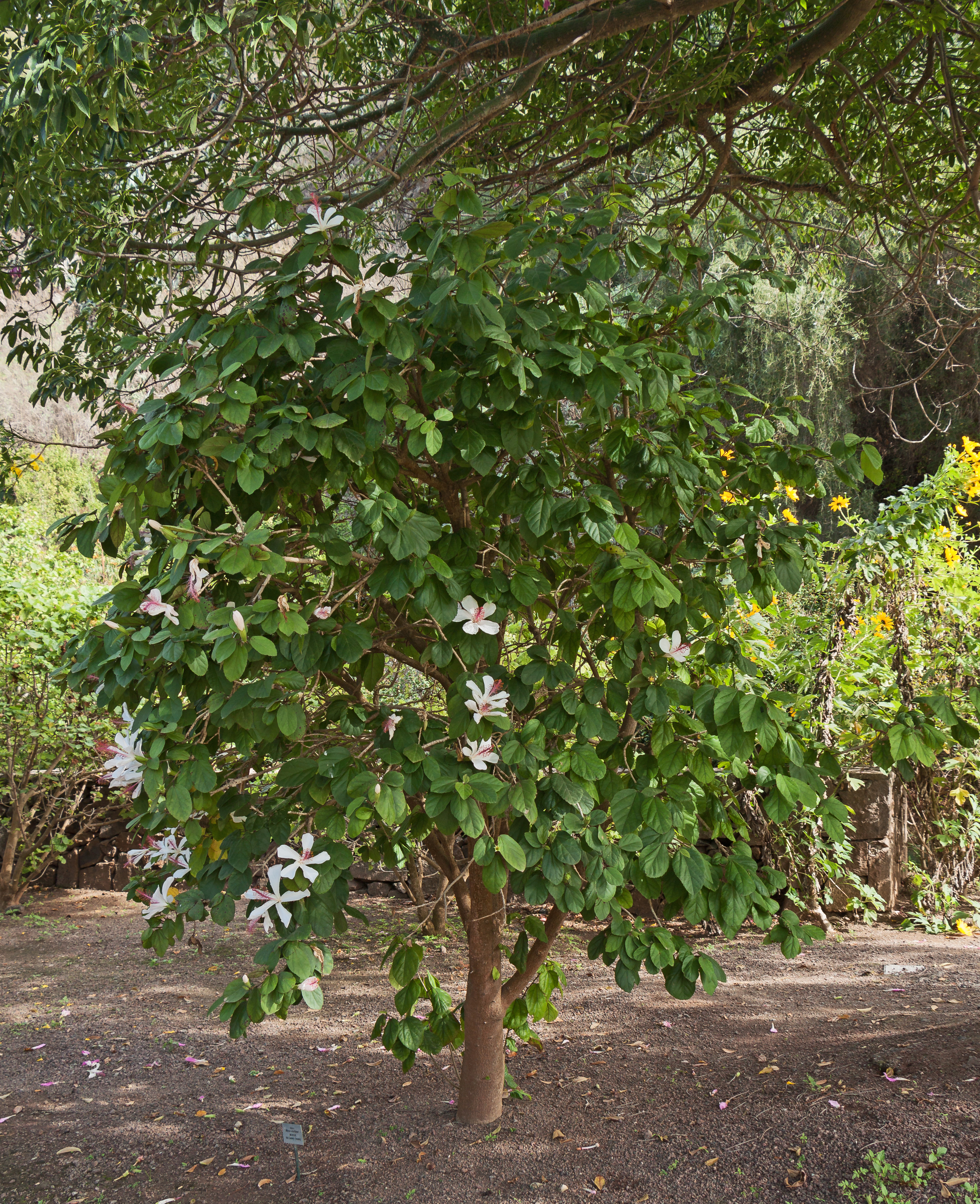
Hibiscus arnottianus var. arnottianus, Habitus

Ursprungliga populationer förekommer endemisk på några öar i Hawaii. De växer mellan 300 och 800 meter över havet. Arten är utformad som ett litet träd och ingår i fuktiga skogar.
Beståndet hotas av introducerade betande djur och av främmande växter. Utbredningsområdet är uppskattningsvis 750 km² stort. IUCN listar arten som starkt hotad (EN).